# Kamerkoor Maastricht
Kamerkoor Maastricht, voorheen Camera Musica Mosana, is een kamerkoorensemble in de Nederlandse stad Maastricht. Het koor beschikt over een vaste kern van instrumentalisten en solisten. Het ensemble werkt sinds 1989 onder de leiding van de Belgische dirigent en componist Ludo Claesen.
Het koor is van oudsher gespecialiseerd in barokmuziek en houdt in Maastricht al jarenlang een traditie in ere met uitvoeringen van de Johannes-Passion van Johann Sebastian Bach op Goede Vrijdag.
Daarnaast verzorgt het ensemble regelmatig optredens met onder andere muziek uit de Franse en Engelse koortraditie en hedendaagse muziek.
Op het internationale Korenfestival Tonen2000 in Den Haag viel Kamerkoor Maastricht in de prijzen: cum laude voor het geestelijk repertoire, goud voor het wereldlijk repertoire en bovendien werd het koor uitgeroepen tot het beste Kamerkoor van Nederland in 2006.

## Profiel - koorhistorie
Kamerkoor Maastricht werd in 1960 onder de naam Camera Musica Mosana opgericht. Het koor bouwde een reputatie op in het uitvoeren van werken uit de Barok en de Renaissance. Jaarlijkse uitvoering (op Goede Vrijdag) van de Johannes-Passion werd traditie.
In 1989 trad de Belgische dirigent en componist Ludo Claesen aan als artistiek leider. Kamerkoor Maastricht heeft zich sindsdien ontwikkeld tot een Euregionaal ensemble, met een repertoire van geestelijke en wereldlijke muziek, a capella en met begeleiding (onder andere door een vaste kern van instrumentalisten).
Kamerkoor Maastricht brengt niet alleen barok- en renaissancemuziek. Zo werden werken uitgevoerd van onder anderen Fauré, Poulenc, Duruflé, Elgar, Stanford, Britten, Vaughan Williams, Manneke, Bikkembergs, Steegmans, Van Nimwegen, Claesen, Nystedt.
Naast concerten in Nederlands Limburg (onder andere in Maastricht, Heerlen, Roermond, Sittard, Venlo, Weert, Muziekdagen Eys) wordt opgetreden in België (onder andere in Brussel, Tongeren, Hasselt, Luik, Antwerpen) en in andere Europese landen (onder andere in Parijs, Frankfurt a/d Oder, Brandenburg).
Daarnaast vinden radio-opnamen/-uitzendingen plaats (onder andere door NCRV, KRO (Musica Sacra), BRT/VRT). Ook heeft Kamerkoor Maastricht haar medewerking verleend aan het Festival van Valdieu in België (oa. diverse cantates van J.S. Bach). Kamerkoor Maastricht heeft meerdere CD's op haar naam staan (werken van Elgar, Stanford en Mendelssohn, 1999). In 2007 werd een live-CD van de Johannes-Passion in de Sint Janskerk opgenomen.
Voorts is het koor aanwezig op de CD "Flemish Organ Treasures Vol. 3, (werken van onder anderen Claesen en Bikkembergs, 2005).
Vermeldenswaard zijn verschillende speciale projecten die de afgelopen jaren hebben plaatsgevonden, zoals met het Limburgs Symfonie Orkest (onder andere Matthäuspassion, Pelléas et Melisande (concertant)), het project Belgische componisten (Festival van Vlaanderen) en het meerkorenproject met Collegium de Dunis uit Brugge.
In september 2006 werd Kamerkoor Maastricht op het internationale Korenfestival Tonen2000 drie maal onderscheiden: voor het wereldlijk en het geestelijk programma en als beste Nederlandse Kamerkoor. Naar aanleiding van dit resultaat werd Kamerkoor Maastricht uitgenodigd om op 30 juni 2007 deel te nemen aan de finale van het Nederlands Korenfestival in Haarlem, waar een tweede plaats werd behaald.
In november 2007 werd in Maastricht, samen met het Multicelli Ensemble van Mirel Jancovici een uitvoering gegeven van werken van Schubert, Hindemith, Puccini, Gorecki, Claesen, Duruflé en Nystedt.
Kamerkoor Maastricht bestaat uit 24 leden, waarvan een groot aantal een conservatoriumopleiding heeft gevolgd. Toetreding tot het koor gebeurt nadat de muzikale en stemtechnische kwaliteit is getest.

## Cd's

### Cd live-opname Johannes-Passion 2008
Op Witte Donderdag 2008 nam Kamerkoor Maastricht de inmiddels traditionele uitvoering in de Heilig Hart Kerk in Hasselt (ism met Kathedraalkoor Hasselt) van de Johannes-Passion live op.

### Cd live-opname Johannes-Passion 2007
Op Goede Vrijdag 2007 nam Kamerkoor Maastricht de inmiddels traditionele uitvoering in de Sint Janskerk in Maastricht van de Johannes-Passion live op.
Solisten: Jan Caals - evangelist, Dirk Snellings - Christus, Els Crommen-sopraan, Marnix De Cat - altus, Hans van Dijk - tenor, Lieven Termont - bas, Remy Syrier - continuo & klavecimbel

### Cd Muziek van Elgar, Stanford enMendelssohn
Camera Musica Mosana o.l.v. Ludo Claesen, koorsolisten, Tjeu Zeijen, orgel, opgenomen in 1999 in de Abdijkerk van Rolduc te Kerkrade (Eurosound ES 47.337)

### Cd Flemish Organ Treasures Vol. 3
Muziek van onder anderen Claesen, Bikkembergs, Steegmans, Camera Musica Mosana en Hasselts Kathedraalkoor o.l.v. Ludo Claesen- Opgenomen in 2003 in de Kathedraalkerk te Hasselt (Klara)

### E Guerra e Morte
Compositie uit 1997 van Calliope Tsoupaki voor gemengd koor en barokensemble door Camera Musica Mosana o.l.v. Ludo Claesen, koorsolisten.